# Rhätschluchten westlich Bayreuth
Rhätschluchten westlich Bayreuth este o arie protejată (arie specială de conservare — SAC, sit de importanță comunitară — SCI) din Germania întinsă pe o suprafață de 39,43 ha, integral pe uscat.

## Localizare
Centrul sitului Rhätschluchten westlich Bayreuth este situat la coordonatele 49°56′45″N 11°28′32″E / 49.9458°N 11.4756°E.

## Înființare
Situl Rhätschluchten westlich Bayreuth a fost declarat sit de importanță comunitară în martie 2001 pentru a proteja 2 specii de plante și 1 specie de animale. Situl a fost protejat și ca arie specială de conservare în aprilie 2016.

## Biodiversitate
Situată în ecoregiunea continentală, aria protejată conține 4 habitate naturale: Pante stâncoase silicioase cu vegetație casmofită, Peșteri inaccesibile publicului, Păduri pe pante, grohotișuri și ravene de Tilio-Acerion, Păduri aluvionare cu Alnus glutinosa și Fraxinus excelsior (Alno-Padion, Alnion incanae, Salicion albae).
La baza desemnării sitului se află mai multe specii protejate:
- plante (2): Buxbaumia viridis, Vandenboschia speciosa
- mamifere (1): liliac comun (Myotis myotis)